# Инуус
Инуус (на латински: Inuus) е древноримски бог. Според Тит Ливий Инуус е името, дадено от римляните на древногръцкия бог Пан, чийто празник, привнесен от аркадиеца Евандър, бил празнуван край хълма Палатин (този празник са по-късните Луперкалии).
Приеман е за божество на полята и горите; особено почитан от италийските скотовъдци като закрилник на стадата от вълци. Отъждествяван е както с гръцкия Пан, така и с римския Фавн.